# Newsboys
Die Newsboys sind eine christliche Pop- und Rockband. Sie wurde 1985 in Queensland (Australien) gegründet und besteht heute als Quartett mit Michael Tait (Gesang), Duncan Phillips (Schlagzeug), Jeff Frankenstein (Keyboards, Bass) und Jody Davis (Gitarre). Ihren Durchbruch feierten sie in den USA ab dem Album Not Ashamed (1992) und dem Nachfolger Going Public, welches dort ebenso Goldstatus hat wie die späteren Alben Take Me to Your Leader (1996), Step Up to the Microphone (1998), Shine: The Hits (2000) und Adoration: The Worship Album (2003).

## Bandgeschichte
Die Newsboys wurden 1985 an der australischen „Sunshine Coast“ (Bundesstaat Queensland) im kleinen Ort Mooloolaba von Peter Furler und George Perdikis sowie Sean Taylor gegründet. Kurze Zeit später stieß Sänger John James hinzu.
Zum Jahreswechsel 1986/1987 siedelte man in die USA über, 1988 erschien in Australien und Amerika ihr Debütalbum Read All About It (Refuge/Star Song), welches auf das Demotape He's Coming Back (nur auf Konzerten verkauft damals) folgte. Seitdem wurden regelmäßig Alben, Videos und Bücher in Amerika und auch weltweit veröffentlicht.
Der Durchbruch erfolgte 1992 mit dem Album Not Ashamed welches für den Grammy in der Kategorie „Gospel Rock“ nominiert wurde. Es war die erste Platte von weiteren vier folgenden, die von Steve Taylor produziert wurde. Taylor schrieb auch bei allen Songs an den Texten mit und steuerte überdies einen Rap bei. Mit diesem Werk etablierten sie sich endgültig in der CCM-Szene der USA und erlangten auch in Westeuropa sowie Australien/Ozeanien ihren weiteren Durchbruch. Bislang folgten mehr als 22 Nummer-eins-Radiohits bei christlichen Sendern in den USA.

## Bedeutung
Die Newsboys sind heute eine der am längsten aktiven sowie bedeutendsten und populärsten Gospel-Rockbands, nicht nur in Nordamerika. Sie haben die christliche Popmusik entscheidend mitgeprägt durch ihre originellen, melodiösen, aber besonders eigenwillig und humorvoll getexteten Lieder. Dabei verhehlten die Bandmitglieder ihren christlichen Glauben nicht, obwohl sie teilweise von konservativ-christlichen Kreisen für ihre Satiren und Bühnenauftritte kritisiert wurden. Andererseits gelten sie als wegweisend mit ihren bahnbrechenden Show-Konzepten und Tourneen, so wurden sie bereits vielfach von den Lesern des renommierten CCM Magazine als „Beste Live-Band des Jahres“ ausgezeichnet.
Die Band hat bereits unzählige Mitgliederwechsel erfolgreich überstanden. Prominentester Abgang war Ende 1997 John James, bis dato Sänger und Frontmann der Truppe. Er wurde durch den Schlagzeuger (und zweiten Sänger) Peter Furler ersetzt, der fortan die Band maßgeblich repräsentierte, bis er sich 2009 von ihr trennte, um seine Solokarriere zu verfolgen. Eine weitere Besonderheit der Band ist ihr rotierendes, ausfahrbares Schlagzeug-Set, wo zwei Schlagzeuger bei ihrem Spiel – angegurtet – sich kopfüber drehen. Dieses Set wurde Anfang der 90er Jahre eingeführt sowie seit der Tournee des Jahres 1998 regelmäßig bei Konzerten in Nordamerika eingesetzt und ist bei der Fanbasis außerordentlich beliebt.
2000 wurde zur Tour für das Album Love Liberty Disco (1999) eine aufblasbare Konzerthalle als so genannter „Air Dome“ entwickelt und höchst erfolgreich eingesetzt. Als Krönung dieses Konzeptes wurde ab 2001 bis 2003 ein wanderndes christliches Musik- und Kulturfestival namens „Festival Con Dios“ entwickelt. Mit diesem Phänomen wurde über die Newsboys und weitere Künstler der christlich geprägten Popkultur in der Titelgeschichte des Newsweek-Magazins in den USA berichtet.
Neben anderen populären CCM-Acts, wie etwa Third Day, Michael W. Smith oder Rebecca St. James, wendete sich die Band – ebenfalls kommerziell erfolgreich – dem sogenannten Worship-Genre zu. Hier brachten sie 2003 und 2004 zwei Alben heraus.
Bandgründer und Frontmann Peter Furler gründete 1999 zusammen mit dem Newsboys-Manager Wes Campbell sowie dem australischen Freund und Geschäftsmann Dale Bray das Plattenlabel Inpop Records mit Sitz in Franklin/Tennessee, USA. Inpop ist seit etwa 2002 stark mit prägend für die christlich geprägte Popkultur in Nordamerika, was Interpreten wie Superchick, Mat Kearney, Shane & Shane oder auch Tree63 beweisen.
Neben der Betätigung im Musikgeschäft versuchten sich die Band bzw. ihre Mitglieder auch als erfolgreiche Autoren von Andachtsbüchern, Entwicklungshelfer (Hausbau-Einsätze bei Indianern in Mexiko) sowie Vermittler zwischen Kulturen und Glaubensrichtungen, wie Auftritte bei einem christlich-moslemischen Festival in Marokko (2005) sowie bei einem New-Age-Festival in Israel (2005) zeigen.
Seit 2009 ist Michael Tait (ehemals dc Talk) neuer Sänger und Frontmann der Newsboys.

## Kritische Würdigung
Die Band gilt bei Kritikern in den USA bisweilen abwertend als sogenannte Boygroup, die Scharen von – besonders weiblichen – Teenagern in ihren Bann zieht. In Australien und Europa sind sie dagegen als „seriöse Rockband“ bekannt. Weitere Kritik an der Gruppe bezieht sich auf ihre vielen Radiohits, was ihnen das spöttisch gemeinte Prädikat „Lieblinge des christlichen Radios“ einbrachte. Außerdem warnen manche konservativen Kirchen und Gemeinden vor den teilweise bissig-ironischen Liedtexten (meist von Texter Steve Taylor) und den ihrer Meinung nach zu unsittlichen Bühnenshows. Dem gegenüber ist die Band eine der wenigen, die eine riesige Fanbasis bei Kirchen und Gemeinden fast aller Denominationen in Amerika vorweisen kann, noch dazu generationenübergreifend, etwa durch Konzertbesuche ganzer Familien oder Kirchengemeinden.

## Bandmitglieder
- Michael Tait (USA) – Gesang, Frontman (seit 2009)
- Peter Furler (Australien) – Gesang, Background-Gesang, Gitarre, Schlagzeug, Hauptsongschreiber, Produzent (seit 1985; Gründungsmitglied und seit 2010 kein offizielles Bandmitglied mehr)
- Jeff Frankenstein (USA) – Keyboards, Bass, Programming, Mixing, Co-Produzent (seit 1994)
- Duncan Phillips (Australien) – Schlagzeug, Perkussion (seit 1993 – begann als Keyboarder!)
- Jody Davis (USA); 1993–2003 und ab 2009; auf diesen Alben dabei: Going Public, Take Me to Your Leader, Step Up to the Microphone, Love Liberty Disco, Shine: The Hits, Thrive, Adoration: The Worship Album

## Frühere Bandmitglieder

### Sänger / Frontmann
- John James (Australien; 1985–1997; auf diesen Alben dabei: Read All About It, Hell Is for Wimps, Boys Will Be Boyz, Not Ashamed, Going Public, Take Me to Your Leader) – Gegenwärtig als Redner, Pastor und Gemeindegründer in und um Brisbane, Australien, aktiv. In den Jahren 2006/2007 Zusammen mit „Musik-Pastor“ David Evans und der Cre8ive Worship-Band (von der „Brisbane City Church“) in Australien und Großbritannien auf Tournee.

### Gitarristen
- George Perdikis (Australien; 1985–1987) – Gründungsmitglied; verließ die Band noch vor dem Debütalbum, schrieb jedoch an den meisten Songs dafür noch mit
- Phil Yates (Australien; 1987–1989; auf dem Album: Read All About It)
- Jonathan Geange (Australien; 1990–1991; auf dem Album: Hell Is For Wimps) – gegenwärtig Frontmann der australischen Nachwuchs-Coverband „3rd Above“.
- Vernon Bishop (Australien; 1991–1992; auf diesen Album dabei: Boys Will Be Boyz, Not Ashamed)
- Bryan Olesen (USA; 2003–2006; auf dem Album: Devotion) – gegenwärtig als Frontmann, Gitarrist und Songschreiber der von ihm gegründeten christlichen Rockband Casting Pearls (USA) tätig.
- Paul Colman (Australien; 2006–2008; auf den Alben Go, Go Remixed, We Are Go – Live from Houston) – Gitarre, Bass, Background-Gesang, Gesang, Songschreiber – zur bekannt als Solokünstler sowie Frontmann der australischen Rockband Paul Colman Trio (1999–2004)

### Bassisten
- Sean Taylor (Australien; 1985–1992; Gründungsmitglied; auf diesen Alben dabei: Read All About It, Hell Is for Wimps, Boys Will Be Boyz, Not Ashamed)
- Kevin Mills (USA; 1993–1995; auf dem Album: Going Public) – Ende der 1990er Jahre als Bassist und Manager der christlichen Rockband White Heart (USA) tätig; danach Engagement als Schauspieler in Hollywood; verstarb 2000 bei einem Motorradunfall in Hollywood.
- Phil Joel (Neuseeland) – Bassgitarre, Background-Gesang, Gesang, Songschreiber (1995–2006)

### Keyboarder
- Corey Pryor (Australien; 1991–1993, auf diesen Alben dabei: Boys Will Be Boyz, Not Ashamed) – nach der Newsboys-Zeit Gründung des christlichen Dancefloor Duos „SoZo“ (USA), Auflösung von SoZo 1998.
- Duncan Phillips (Australien; 1993–1994) – Anmerkung: Phillips spielte Keyboard in der Band, bevor er ab 1994 zur Perkussion wechselte, als Jeff Frankenstein zur Band stieß, Ende 1997 wurde er jedoch der Schlagzeuger, als der bisherige Trommler Peter Furler der neue Frontmann und Sänger wurde.

### Schlagzeug
- Peter Furler (Australien; 1985–1997 bzw. 2009; Gründungsmitglied) – Anmerkung: Peter war der Schlagzeuger und teilweise Sänger der Band, bevor er Ende 1997 den Platz von John James als Kopf und Gesicht der Band einnahm.

## Diskografie
Studioalben

| Jahr | Titel                        | Höchstplatzierung, Gesamtwochen, AuszeichnungChartplatzierungen (Jahr, Titel, Platzierungen, Wochen, Auszeichnungen, Anmerkungen) | Höchstplatzierung, Gesamtwochen, AuszeichnungChartplatzierungen (Jahr, Titel, Platzierungen, Wochen, Auszeichnungen, Anmerkungen) | Anmerkungen                                                 |
| Jahr | Titel                        | US | Christ | Anmerkungen                                                 |
| ---- | ---------------------------- | --- | --- | ----------------------------------------------------------- |
| 1987 | He’s Coming Back             | — | — | Erstveröffentlichung: 1. Januar 1987                        |
| 1988 | Read All About It            | — | — | Erstveröffentlichung: 1. Dezember 1988                      |
| 1990 | Hell Is for Wimps            | — | — | Erstveröffentlichung: 31. Juli 1990                         |
| 1991 | Boys Will Be Boyz            | — | — | Erstveröffentlichung: 9. August 1991                        |
| 1992 | Not Ashamed                  | — | Christ11 (113 Wo.)Christ | Erstveröffentlichung: 29. September 1992                    |
| 1994 | Going Public                 | US— GoldUS | Christ2 (97 Wo.)Christ | Erstveröffentlichung: 26. Juli 1994 Verkäufe: + 500.000     |
| 1996 | Take Me to Your Leader       | US35 Gold · (20 Wo.)US | Christ1 (91 Wo.)Christ | Erstveröffentlichung: 20. Februar 1996 Verkäufe: + 500.000  |
| 1998 | Step Up to the Microphone    | US61 Gold · (20 Wo.)US | Christ1 (65 Wo.)Christ | Erstveröffentlichung: 30. Juni 1998 Verkäufe: + 500.000     |
| 1999 | Love Liberty Disco           | US80 (6 Wo.)US | Christ5 (34 Wo.)Christ | Erstveröffentlichung: 16. November 1999                     |
| 2002 | Thrive                       | US38 (7 Wo.)US | Christ3 (44 Wo.)Christ | Erstveröffentlichung: 26. März 2002                         |
| 2003 | Adoration: The Worship Album | US33 Gold · (17 Wo.)US | Christ1 (62 Wo.)Christ | Erstveröffentlichung: 8. April 2003 Verkäufe: + 500.000     |
| 2004 | Devotion                     | US56 (7 Wo.)US | Christ5 (36 Wo.)Christ | Erstveröffentlichung: 2. November 2004                      |
| 2006 | Go                           | US51 (11 Wo.)US | Christ4 (57 Wo.)Christ | Erstveröffentlichung: 31. Oktober 2006                      |
| 2009 | In the Hands of God          | US28 (9 Wo.)US | Christ2 (32 Wo.)Christ | Erstveröffentlichung: 5. Mai 2009                           |
| 2010 | Born Again                   | US4 (33 Wo.)US | Christ1 (75 Wo.)Christ | Erstveröffentlichung: 13. Juli 2010                         |
| 2011 | God’s Not Dead               | US45 Gold · (73 Wo.)US | Christ1 (109 Wo.)Christ | Erstveröffentlichung: 15. November 2011 Verkäufe: + 500.000 |
| 2013 | Restart                      | US38 (31 Wo.)US | Christ1 (81 Wo.)Christ | Erstveröffentlichung: 10. September 2013                    |
| 2014 | Hallelujah for the Cross     | US79 (3 Wo.)US | Christ4 (26 Wo.)Christ | Erstveröffentlichung: 4. November 2014                      |
| 2016 | Love Riot                    | US14 (4 Wo.)US | Christ2 (55 Wo.)Christ | Erstveröffentlichung: 4. März 2016                          |
| 2019 | United                       | US20 (1 Wo.)US | Christ1 (7 Wo.)Christ | Erstveröffentlichung: 10. Mai 2019                          |
| 2021 | Stand                        | — | Christ6 (3 Wo.)Christ | Erstveröffentlichung: 1. Oktober 2021                       |
| 2024 | Worldwide Revival, Part One  | — | Christ41 (1 Wo.)Christ | Erstveröffentlichung: 19. Juli 2024                         |

## Bücher
- Pastor Jim Laffoon & Newsboys – Our Daily Blog: Devotions by Pastor Jim Laffoon (2005, Inspirio/Zondervan) [Devotional/Andachten]
- Newsboys – Devotion – Folio (2005, Hal Leonard Publishing) [Songbook/Liederbuch]
- Newsboys – Adoration: The Worship Album – Folio (2003, Hal Leonard Publishing) [Songbook/Liederbuch]
- Newsboys – Resplandece: Haz Que Deseen Lo Que Tu Tienes (2003, Whitaker House) [spanische Ausgabe von Shine]
- Newsboys – Shine: Make Them Wonder What You've Got (2002, Whitaker House)
- Lucas W. Hendrickson – Newsboys (CCM Life Lines) (2000, Harvest House) [Biographie]
- Newsboys – The Best of the Newsboys Songbook (1999, Hal Leonard Publishing) [Songbook/Liederbuch]